# Kanton Fayence
Der Kanton Fayence war bis 2015 ein französischer Wahlkreis im Arrondissement Draguignan, im Département Var und in der Region Provence-Alpes-Côte d’Azur; sein Hauptort war Fayence. Vertreter im Generalrat des Départements war zuletzt von 2001 bis 2015 François Cavallier (zunächst DVD, dann UMP).
Der Kanton Fayence war 358,96 km² groß und hatte (1999) 18.127 Einwohner, was einer Bevölkerungsdichte von 50 Einwohnern pro km² entsprach. Er lag im Mittel 451 Meter über Normalnull, zwischen 11 Meter in Tanneron und 1712 Meter in Mons.

## Gemeinden
Der Kanton bestand aus acht Gemeinden:
| Gemeinde            | Einwohner Jahr | Fläche km² | Bevölkerungsdichte | Code INSEE | Postleitzahl |
| ------------------- | -------------- | ---------- | ------------------ | ---------- | ------------ |
| Callian             | 3.385 (2013)   | 25,42      | 133 Einw./km²      | 83029      | 83440        |
| Fayence             | 5.505 (2013)   | 27,68      | 199 Einw./km²      | 83055      | 83440        |
| Mons                | 868 (2013)     | 76,63      | 11 Einw./km²       | 83080      | 83440        |
| Montauroux          | 6.118 (2013)   | 33,54      | 182 Einw./km²      | 83081      | 83440        |
| Saint-Paul-en-Forêt | 1.721 (2013)   | 20,26      | 85 Einw./km²       | 83117      | 83440        |
| Seillans            | 2.506 (2013)   | 88,66      | 28 Einw./km²       | 83124      | 83440        |
| Tanneron            | 1.520 (2013)   | 52,78      | 29 Einw./km²       | 83133      | 83440        |
| Tourrettes          | 2.863 (2013)   | 33,99      | 84 Einw./km²       | 83138      | 83250        |